# Иммунобиология беременности
Практически у всех женщин с наступлением беременности снижается иммунитет, так как в этот период включается естественный механизм его подавления. В первую очередь это относится к клеточному иммунитету.
Женский организм, плацента и плод вырабатывают особые белковые факторы и вещества, которые угнетают иммунный ответ на присутствие чужеродного организма и не допускают реакции отторжения зародыша. Беременная женщина обычно не рассматривается как иммунологически «скомпрометированный» хозяин. Однако беременность связана со сложными иммунологическими изменениями, которые могут подвергнуть беременную женщину более высокому риску заболеваний.

## Особенности клеточного иммунитета беременной женщины
Т-лимфоциты матери распознают антигены плода. Этот антиген-специфический иммунный ответ на отцовские антигены приводит к пролиферации и накоплению определённых клонов T-лимфоцитов. Во время беременности происходит сенсибилизация цитотоксических T-лимфоцитов матери к унаследованным от отца антигенам тканевой совместимости.
Беременность всегда сопровождается иммунодепрессией, но иммунитет женщины восстанавливается примерно через 3 месяца после родов. Иными словами, во время беременности у всех женщин иммунный статус понижается, тем не менее, после родов он почти всегда возвращается к исходному уровню.
Угнетение иммунной системы проявляется в снижении абсолютного и относительного количества Т-клеток при некотором повышении относительного содержания активных Т-лимфоцитов. При исследовании субпопуляций Т-лимфоцитов установлено достоверное снижение числа Т-хелперов, Т-супрессоров при повышенном значении соотношения Т-супрессоры/Т-хелперы. Функция Т-клеток, оцениваемая по их колониеобразующей активности и пролиферативному ответу на стимуляцию антигеном, снижается. Также Т-клеточная цитотоксичность может быть снижена. В-клеточный ответ и продукция иммуноглобулинов тоже оказываются подавленными, количество B-лимфоцитов снижается.
Другие авторы наблюдали повышение функции В-лимфоцитов, сопровождающееся повышением уровня сывороточных иммуноглобулинов. Иммуноглобулины играют важную функцию посредников в каскадном развитии иммунного ответа и частично могут обусловливать эффективность конечных, эффекторных реакций клеточного иммунитета по инактивации и элиминации бактериальных, вирусных и грибковых антигенов. Функциями антител является запуск классического пути активации комплемента, прикрепление к микробной клетке (опсонизация) с целью усиления эффективности фагоцитоза и цитотоксических реакций, осуществляемых естественными киллерами, моноцитами и макрофагами, цитотоксическими Т-лимфоцитами.
Изменения в иммунном статусе беременных выражаются в дисиммуноглобулинемии: снижении содержания IgG, повышении уровня IgM и IgA. Так как IgG относится к основному классу иммуноглобулинов, ответственных за антибактериальный иммунитет, снижение его содержания при активации инфекционного процесса у беременной может свидетельствовать об угнетении иммунологической реактивности организма. С иммунопатологической точки зрения, в регуляции иммунологического равновесия во время беременности участвует самая древняя система иммунного ответа, система цитотоксических NK-клеток, которые инактивируются при беременности.
Более того, гормональные изменения, происходящие во время беременности, также могут иметь иммуносупрессивный эффект. Прогестерон и кортизол, оба повышающиеся во время беременности, обладают способностью подавлять клеточный иммунитет. Доказано, что эстрогены и прогестерон обладают свойствами физиологических иммуносупрессоров, причем прогестерон поддерживает локальную иммуносупрессию в плаценте, избирательно блокируя Т-лимфоциты. Во время беременности в матке содержится большое количество макрофагов, располагающихся в эндометрии и миометрии. Их количество регулируется гормонами яичников, так как макрофаги содержат рецепторы к эстрогенам.

## Современные взгляды на иммунобиологию беременности
Традиционные взгляды на беременность не только как на иммуносупрессивное состояние, но даже как на иммунодефицитное состояние все ещё широко распространены. Однако эта точка зрения не согласуется с тем, что при беременности не отмечается склонности к развитию инфекционных и воспалительных заболеваний, наоборот, многие хронические воспалительные процессы, в том числе и в органах малого таза, затухают во время беременности. Более того, остаются необъясненными важные изменения в иммунной системе при беременности, а именно содержание больших количеств лейкоцитов (включая макрофаги, большие гранулярные лимфоциты и T-лимфоциты) на границе трофобласта и децидуальной оболочки, а также повышение в периферической крови матери количества гранулоцитов и моноцитов. Большое число пролиферирующих клонов T-лимфоцитов в крови беременной женщины четко определяется уже на 9-10 неделе после зачатия. Эти изменения достигают максимума во втором триместре беременности. После 30 недель беременности почти все пролиферировавшие клоны исчезают. К моменту родов степень клональности возвращается к нормальным значениям.
В ответ на действие эндотоксинов моноциты беременных женщин выделяют больше провоспалительных цитокинов, чем моноциты небеременных женщин. Таким образом, налицо активация системы естественного иммунитета при беременности. Исследования профессора Кембриджского университета Дугласа Фирона и американского профессора Ричарда Локси помогли по-новому взглянуть на роль естественного иммунитета в защите организма от чужеродных факторов. Они считают, что система естественного иммунитета, возникшая с первыми многоклеточными организмами не является иммунологическим атавизмом. Исследования последних лет показали, что естественный иммунитет является основой в защите организма от инфекций. Новое осмысление роли естественных факторов иммунной защиты позволило выработать новые подходы к профилактике и лечению бактериальных, вирусных, аутоиммунных заболеваний, и это позволило по-новому взглянуть на «иммунологический парадокс» беременности.
Основываясь на выводах Фирона-Локси, была предложена концепция регуляции иммунной системы матери при беременности: клеточные и растворимые продукты плаценты обладают разнонаправленным модулирующим действием на врожденное и приобретенное звенья иммунной системы матери, что приводит к тому, что специфический иммунный ответ подавляется, а неспецифический, наоборот, усиливается.